# Platytinospora
Genre
Platytinospora est un genre de plantes à fleurs de la famille des Menispermaceae.

## Liste d'espèces
Selon Catalogue of Life (27 septembre 2017) :
- Platytinospora buchholzii (Engl.) Diels